# Tijana
Tijana je žensko osebno ime.

## Izvor imena
Ime Tijana je različica imena Tatjana.

## Pogostost imena
Po podatkih Statističnega urada Republike Slovenije je bilo na dan 31. decembra 2007 v Sloveniji 173 oseb z imenom Tijana-

## Znane osebe
Tijana Zinajič (režiserka)